# Dispositivo de entretenimento com tubo de raios catódicos
O dispositivo de entretenimento com tubo de raios catódicos (no original em inglês: cathode-ray tube amusement device) é um dos primeiros jogos elétricos interativos. O dispositivo simula a trajetória de mísseis em uma tela de tubo de raios catódicos, sendo controlado pelo jogador ao ajustar botões giratórios que mudam o sentido do feixe no visor, a fim de atingir alvos plásticos sobrepostos na tela.
Thomas T. Goldsmith, Jr. e Estle Ray Mann construíram o jogo com circuitos analógicos e apresentaram uma patente em 1947, que foi emitida no ano seguinte. Nunca foi produzido ou vendido ao público, não tendo nenhum efeito na indústria de jogos eletrônicos que surgiria anos depois. Na maioria das definições, o dispositivo não é considerado um jogo eletrônico, já que apesar de ter aparatos eletrônicos, não funcionava em um computador. Portanto, apesar de sua relevância nos primórdios dos jogos eletrônicos, geralmente não é considerado um candidato como o primeiro jogo deste tipo.

## Jogabilidade
O dispositivo de entretenimento com tubo de raios catódicos consiste de um tubo de raios catódicos (CRT) conectado em um osciloscópio com um conjunto de botões e interruptores. O equipamento usa apenas circuitos analógicos e não tem nenhum computador digital ou dispositivo de memória e nem executa programa algum. O CRT projeta um ponto na tela de exibição do osciloscópio, que traça um arco parabólico através dela quando um interruptor é ativado pelo jogador. Este feixe de luz representa a trajetória de um míssil. Na tela são superpostos alvos plásticos transparentes para representar objetos, como aviões. No final da trajetória, o feixe desfoca, fazendo o ponto se expandir e também desfocar, de modo a simular a detonação do míssil por um rastilho.
A meta do jogo é desfocar o feixe quando ele estiver dentro dos limites de um alvo. Antes do ponto do feixe começar seu arco, o jogador pode girar os botões no controlador para direcionar sua trajetória e ajustar o atraso da explosão do invólucro. A máquina também pode ser programada para disparar um "míssil" em um intervalo regular, ajustável pelo jogador. Isso o dá também o objetivo de atingir um dos alvos dentro de um limite de tempo. O jogador ainda é recomendado a não fazer a trajetória em linha reta, "de modo a exigir uma maior quantidade de habilidade e cuidado".

## História
O equipamento foi inventado pelos físicos Thomas T. Goldsmith, Jr. e Estle Ray Mann. Os dois trabalhavam na DuMont Laboratories, uma  fabricante de equipamentos de televisão, onde eram especializados em desenvolver tubo de raios catódicos, usados para projetar um sinal nas telas dos televisores. Goldsmith, doutor em física com foco no projeto do osciloscópio pela Universidade Cornell, era na época da criação o diretor de pesquisa da DuMont Laboratories em Nova Jersey. Os dois foram inspirados pelo dispositivo de um radar usado na Segunda Guerra Mundial, com o qual Goldsmith tinha trabalhado durante o confronto.
A patente foi arquivada em 25 de janeiro de 1947 e emitida em 14 de dezembro de 1948, sendo a primeira de um jogo elétrico. Ela no entanto nunca foi usada e o dispositivo nunca foi fabricado além do protótipo original feito à mão. Segundo Alex Magoun, historiador do Instituto de Engenheiros Eletricistas e Eletrônicos, Goldsmith não queria fazer o protótipo com a intenção de que aquilo era apenas a base de qualquer produção futura, e o dispositivo servia como uma demonstração do tipo de oportunidades comerciais que a DuMont poderia seguir. Ele também não trabalhou com jogos após isso; foi promovido a vice-presidente em 1953 e deixou a empresa para se tornar professor de física na Universidade Furman em 1966, mas ele manteve o dispositivo e levou-o consigo. Em uma entrevista de 2016, o professor de física Bill Brantley disse que Goldsmith fez uma demonstração do jogo para ele.
Apesar de ser um jogo com exibição gráfica, o dispositivo de entretenimento com tubo de raios catódicos geralmente não é reconhecido como um candidato a primeiro jogo eletrônico da história, já que tinha um hardware puramente analógico e não era executado em um computador. Algumas poucas definições ainda podem considerá-lo um jogo eletrônico, sendo desqualificado mesmo assim por nunca ter sido fabricado. No entanto, é o jogo elétrico interativo mais antigo conhecido, bem como o primeiro a incorporar uma exibição eletrônica, tornando-se precursor de outros jogos na fase inicial dos jogos eletrônicos. Como o dispositivo nunca foi fabricado ou amplamente mostrado, no entanto, ele não inspirou diretamente outros jogos e não teve impacto na indústria de jogos eletrônicos que surgiria anos mais tarde.